# Боровский, Виктор Митрофанович
Виктор Митрофанович Боровский (род. 8 сентября 1931, Ногинск) — советский и российский энергетик. Бывший директор «Иркутскэнерго». Председатель Законодательного собрания Иркутской области в 2000—2002 годах.

## Биография
Родился в Ногинске (Московская область). В 1955 году окончил теплоэнергетический факультет Московского энергетического института по специальности «инженер-теплофизик», по распределению начал работать инженером на Иркутской ТЭЦ-1 «Иркутскэнерго».
В 1985 году возглавил иркутскую энергосистему. 
В 1976—1980 годах — депутат Ангарского Советов народных депутатов, в 1982—1989 годах — депутат Иркутского областного Советов народных депутатов.
В 1992 году избран генеральным директором «Иркутскэнерго». С началом приватизации Боровский выступил за сохранение единого энергокомплекса Иркутской области.
Председатель совета директоров АО «Нефтяная компания „Русиа-Петролиум“» (1996—1999), председатель совета директоров Восточно-Сибирской ФПГ (1997—1998), председатель совета директоров банка «Братск-ГЭСстрой» (1998), член совета директоров Восточно-Сибирского коммерческого банка (1993).
В 2000 году был избран депутатом Законодательного собрания Иркутской области третьего созыва. В 2000—2002 годах был председателем Законодательного собрания. С 2008 года — член общественной палаты Иркутска. В октябре 2000 года смягчил свою критическую позицию по отношению к руководству РАО ЕЭС. В декабре 2001 года вышел из «Единства», перейдя в Союз правых сил. Боровский был избран заместителем председателя региональной организации СПС, которую возглавлял оппозиционно настроенный к областной администрации депутат Госдумы Юрий Курин.
В 2009 году, комментируя аварию на Саяно-Шушенской ГЭС, отметил: «Случилось то, о чём профессионалы предупреждали уже давно. Единая энергосистема страны разрушена. Её части уже не функционируют в режиме, когда главная цель — безопасность системы, теперь главное — извлечение прибыли».

## Награды и звания
Награждён медалями «За трудовую доблесть», «За доблестный труд», «За строительство Байкало-Амурской магистрали». Отличник энергетики и электрификации СССР, заслуженный энергетик Российской Федерации, почётный гражданин Иркутской области. Лауреат национальной общественной премии Петра Великого, лучший менеджер России — 2000.
Председатель президиума Иркутского научно-технического общества энергетиков и электротехников.